# Kombuisia
Kombuisia es un género extinto de terápsidos dicinodontos que existió desde el Triásico Inferior al Triásico Medio (del Induense al Anisiense) en lo que ahora son Sudáfrica y la Antártida. Se han descrito dos especies: Kombuisia frerensis (tipo) y Kombuisia antarctica.